# Bård Eithun
Bård Guldvik "Faust" Eithun (21 d'abril de 1974) és un bateria noruec condemnat per assassinat i conegut principalment pel seu treball per a la banda de black metal Emperor.

## Educació
Eithun va estudiar a la Universitat d'Oslo.

## Carrera

### Stigma Diabolicum (1990), Thorns (1990–1992)
Eithun va començar la seva carrera com a bateria als 16 anys per a les primeres demos de Stigma Diabolicum, Lacus De Luna - Rehearsal and Live in Stjørdal el 1990 i a la demo de Thorns, The Thule Tapes el 1992.

### Emperador (1992–1994, 2014)
Eithun es va fer més conegut pel seu treball amb la primera banda de black metal Emperor, especialment en els llançaments As the Shadows Rise i l'innovador àlbum In the Nightside Eclipse. El 2013, Faust va tornar a Emperor com a bateria per a la gira del 20è aniversari d'⁣In the Nightside Eclipse l'estiu de 2014, on també van tocar la llista completa a Wacken Open Air.

## Condemna i alliberament
El 21 d'agost de 1992, mentre Eithun visitava la família a Lillehammer, va matar a punyalades a Magne Andreassen. Segons Eithun, mentre caminava cap a casa des d'un pub pel parc olímpic, a un conegut lloc de cruising gai, Andreassen s'hi va acostar borratxo i li va demanar sexe. Eithun va acceptar anar amb ell al bosc proper i va apunyalar Andreassen 37 vegades. per acabar li va donar una puntada de peu al cap repetidament mentre estava estirat a terra.
Eithun va afirmar que no sentia cap remordiment en aquell moment. Ihsahn, el seu company de banda a Emperor, va dir que Eithun "havia estat molt fascinat pels assassins en sèrie durant molt de temps, i suposo que volia saber com era matar una persona". Els mitjans de comunicació han relacionat l'assassinat amb el black metal i han especulat que Eithun estava motivat pel satanisme, el feixisme o l'homofòbia. En una entrevista de 1993, va declarar: "No sóc un satanista, però lloo el mal". En una entrevista per al llibre Lords of Chaos, va explicar que s'havia "interessat pel satanisme, però també hi havia altres coses, i que bàsicament, no li importa una merda". En una entrevista del 2008, Eithun va dir: "Mai vaig ser un satanista o feixista de cap mena". En una entrevista del 2012 va dir: "Mai vaig tenir opinions racistes o homòfobes". Gaahl, que és un membre obertament gai de l'escena del black metal noruec, va dir que Eithun va ser la primera persona que li va enviar un missatge de suport quan va sortir. Jørn Inge Tunsberg de la banda Hades Almighty va dir que l'assassinat va ser "una matança per impuls" i que "no tenia res a veure amb el black metal".
La policia inicialment no tenia sospitosos, i Eithun va romandre lliure durant aproximadament un any. No obstant això, va dir a Øystein "Euronymous" Aarseth, Varg Vikernes i uns quants més el que havia fet. Després de l'assassinat d'Aarseth per part de Vikernes l'agost de 1993, Eithun va ser arrestat i va confessar haver matat Andreassen. El 1994 va ser condemnat a 14 anys de presó, però el 2003 va ser alliberat per bona conducta després de complir nou anys i quatre mesos.

## Discografia
- Stigma Diabolicum : diverses cintes reh i cintes en directe de Stjørdalen, Noruega 1990
- Thorns - diverses reh-tapes 1990–1992
- Emperor – Emperor – CD dividit amb Enslaved 1992 (Candlelight)
- Emperor - As the Shadows Rise 1994 (Producció artística nocturna)
- Emperor - In the Nightside Eclipse 1994 (Llum de les espelmes)
- Cadaver Inc.: un passatge parlat de la cançó Kill Tech que apareix a Discipline 2001 (Earache)
- Ulver - bateria a The Future Sound of Music a Perdition City 2000 (Jester)
- Zyklon – World ov Worms (2001, va escriure totes les lletres)
- Sigh – lletra de Nietzschean Conspiracy – Imaginary Sonicscape (àlbum de 2001)
- Zyklon – Aeon (2003, va escriure totes les lletres)
- Blood Tsunami - Demo (2005)
- Scum – Protest Life (CD únic, 2005)
- Scum – Gospels for the Sick (2005)
- Blood Tsunami - Thrash Metal (2007)
- Zyklon – Disintegrate (2006, va escriure totes les lletres)
- Aborym - Generator (2006)
- Blood Tsunami – Castle of Skulls – demo (2009)
- Blood Tsunami – For Faen! (2013)
- Aborym - Psicogrotesc (2010)
- Aborym - Dirty (2013)
- Tsunami de sang - Per Faen! (2013)
- Djevel – Blant svarte graner (2018)
- Blood Tsunami - Grave Condition (2018)
- Djevel - Ormer til armer, maane til hode (2019)
- Djevel - Tanker som rir natten (2021)